# 우즈베키스탄의 종교
2018년 기준 우즈베키스탄의 종교 분포.

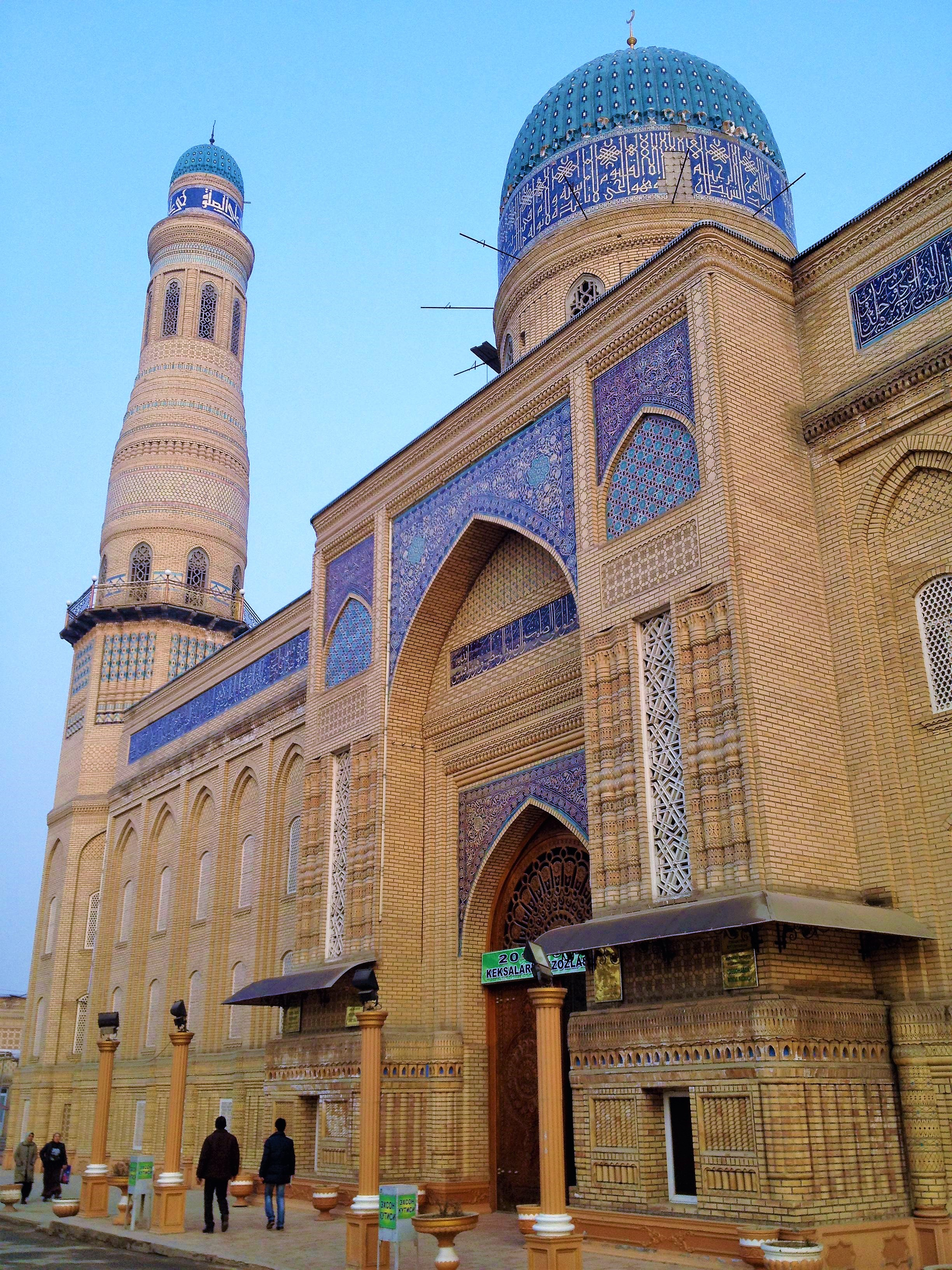
안디잔의 데보나보이 모스크. 우즈베키스탄의 주요 종교는 이슬람교이다.

우즈베키스탄 헌법에 따르면, 우즈베키스탄은 국교가 없으며, 모든 종교는 법 앞에 평등하다. 우즈베키스탄의 주요 종교는 이슬람교로, 전체 인구의 94% 가량을 차지한다.

## 종교 현황
| 2015년 기준 우즈베키스탄의 종교 | 2015년 기준 우즈베키스탄의 종교 | 2015년 기준 우즈베키스탄의 종교 | 2015년 기준 우즈베키스탄의 종교 | 2015년 기준 우즈베키스탄의 종교 |
| ------------------------------- | ------------------------------- | ------------------------------- | ------------------------------- | ------------------------------- |
| 종교                            |                                 |                                 | 비율                            |                                 |
| 이슬람교                        | 이슬람교                        |                                 | 94%                             | 94%                             |
| 기독교                          | 기독교                          |                                 | 3%                              | 3%                              |
| 무종교 및 기타 종교             | 무종교 및 기타 종교             |                                 | 3%                              | 3%                              |

2012년 갤럽 인터내셔널의 세계 종교 및 무신론 조사에 따르면, 우즈베키스탄에서 답변한 사람 중 79%가 자신이 종교를 믿는다고 답변했고, 16%는 믿지 않으며, 2%는 무신론자이고, 3%는 답변을 거부했다.
2019년 6월 1일 기준 우즈베키스탄에 등록된 종교 단체는 2,286개로, 이 중 2098곳이 모스크 등 이슬람교 관련 단체였으며, 교회는 160곳이었고, 다른 종교 단체가 28곳 있었다.
|    | 교회, 종교 학교, 종교 센터 등 | 수   |
| -- | ----------------------------- | ---- |
| 1  | 이슬람교                      | 2098 |
| 2  | 한국 정교회                   | 37   |
| 3  | 러시아 정교회                 | 52   |
| 4  | 침례교                        | 23   |
| 5  | 오순절주의                    | 21   |
| 6  | 제칠일안식일예수재림교회      | 10   |
| 7  | 유대교                        | 8    |
| 8  | 바하이 신앙                   | 6    |
| 9  | 로마 가톨릭교회               | 5    |
| 10 | 새사도교회                    | 4    |
| 11 | 복음주의 루터교회             | 2    |
| 12 | 아르메니아 사도교회           | 2    |
| 13 | 여호와의 증인                 | 1    |
| 14 | 크리슈나 의식국제협회         | 1    |
| 15 | 불교                          | 1    |
| 16 | 하느님의 목소리 교회          | 1    |
| 17 | 성서공회                      | 1    |
| 18 | 우즈베키스탄 조로아스터 집회  | 1    |

## 소련 시대
소련을 포함한 마르크스-레닌주의 국가에서는 국가 무신론이 공식 정책이었다. 소련은 종교 단체의 재산 몰수, 종교에 반하는 선전, 반종교 교재 교육 정책을 채택하였다. 1980년대 말 소련은 우즈베키스탄 내 모스크와 마드라사 폐쇄, 종교 문서 및 문학 금지, 종교 지도자에 대한 제재 등을 통해 우즈베키스탄에서의 종교 활동을 성공적으로 차단하였다.

## 독립 이후
공식적으로 우즈베키스탄은 세속 국가이며, 헌법 제 61조에서는 종교 단체와 협회는 국가와 분리되어 법 앞에 평등하다고 명기되어 있다. 정부는 종교 단체의 활동에 간섭할 수 없다.
1990년대 초 소련의 영향력이 사라지자 사우디아라비아와 튀르키예에서 이슬람 선교사가 다수 우즈베키스탄으로 들어와 수피파와 와하브파 사상을 전파하였다. 1992년 나망간에서는 사우디아라비아 이슬람 대학에서 교육을 받았던 이슬람 과격주의자들이 정부 건물을 점거하여 카리모프 대통령에게 우즈베키스탄의 이슬람국가화와 샤리아 도입을 요구하기도 하였다.
우즈베키스탄 정부는 결국 이슬람 무장 단체를 강경 진압하였고, 지도층은 아프가니스탄과 파키스탄으로 도망하여 이후 다국적군과의 전투 도중 사망하였다. 1992년과 1993년에는 사우디아라비아에서 온 선교사 50명이 추방되기도 하였다. 수피파 선교사들은 우즈베키스탄 내 활동을 중단하게끔 압력이 가해졌다.

## 이슬람교
우즈베키스탄에는 수니파가 시아파보다 많다. 이슬람교는 8세기 경 아랍인들이 중앙아시아에 진입하며 처음 전래되였는데, 최초에는 투르크메니스탄 남부에서 시작되어 점차 북쪽으로 퍼져나갔다. 지도층에 이슬람교적 전통이 받아들여졌으며, 무함마드 알부카리, 비루니, 이븐 시나, 티무르, 울루그 베그, 바부르 등 학자나 정복자를 후원하였다. 14세기에 티무르는 비비하눔 모스크 등 여러 종교 건축물을 건설하였으며, 유목민에게 수피 사상을 전파한 아흐메드 야사위의 무덤에도 좋은 건물을 지었다. 우즈베키스탄에도 우즈베크 칸의 개종과 함께 이슬람이 퍼졌다. 우즈베크 칸은 킵차크 칸국과 함께 이슬람을 전파하였으며 중앙아시아에 이슬람교 선교사들을 보냈다. 장기적인 관점에서 이슬람교의 도입을 통해 유목민 내 세력 다툼이 없어졌고 국가가 안정되었다.
소련 시기에는 정부 차원에서 이슬람 교리 이론을 분열시켰으며, 중앙아시아에서 여러 이슬람 교파가 서로 경쟁하게끔 유도하였다. 소련 정부는 공식적인 반종교 운동을 벌였고 이슬람 단체에 대한 강한 탄압을 진행했다. 많은 무슬림은 강제 러시아화를 당했다. 우즈베키스탄에서는 소련의 붕괴 이후 이슬람 원리주의가 부상할 것으로 예상했지만, 실제로는 거주민 사이 종교 부흥 정도만이 이루어졌다. 현재 우즈베키스탄의 인구 중 96.3% 가량이 이슬람교도인 것으로 보고 있다.

## 기독교
이슬람교가 전파되기 전 우즈베키스탄에는 아시리아인(네스토리우스파)과 야곱파(합성론)와 연관된 동방 기독교 공동체가 있었다. 7세기부터 14세기까지에는 집중적인 선교를 통해 네스토리우스파 공동체가 설립되었다. 부하라와 사마르칸트에는 대규모 기독교 중심지가 생겼다. 중앙아시아에서 발견된 유물 중, 부하라에서 발견된 8세기 주화에는 십자가 문양이 많이 발견된다. 십자가 문양이 있는 주화는 중앙아시아 전체에서 발견되며, 당시 지배층의 종교가 기독교였음을 암시하고 있다. 사마르칸트 주교 몇몇은 임명 시기가 밝혀져 있는데, 그 중 총대주교 아하이(410년~415년), 실라(505년~523년), 예슈야브 2세(628년~643년), 살리바작하(712년~728년)가 있다.
아랍 지역에서의 침공 이전 중앙아시아 지역에서는 기독교가 가장 세력이 강한 종교였다. 1275년 대도에 도착한 마르코 폴로는 중앙아시아를 포함해 여행 도중 여러 네스토리우스파 신자를 만났다. 마르코 폴로는 사마르칸트에 세례자 요한에 헌정된 대형 교회의 건설을 차가타이 칸의 기독교로의 개종을 축하하기 위해 세운 것이라고 설명하였다.
아랍 침공 이후 네스토리우스파 신자들은 종교를 유지하기 위해 인두세를 내야 했으며, 바깥에서 십자가를 내보일 수 없었고, 새 교회를 지을 수 없었다. 이러한 제한 때문에 일부는 이슬람교로 개종하였다. 1338년~1339년 발병한 전염병으로 인해 기독교 공동체가 피해를 입기도 하였다. 또한 당시 비단길은 거의 전부 무슬림이 장악하고 있었기 때문에, 개종에 따른 경제적인 이익 또한 있었다. 1404년 티무르 제국에 파견된 카스티야 대사 루이 곤살레스 데 클라비호는 사마르칸트에 있는 네스토리우스파 기독교인, 야곱파 기독교인, 아르메니아 정교회 기독교인, 그리스 정교회 기독교인이 있었다고 언급했다. 이후 티무르의 손자인 울루그 베그의 집권기 (1409년 ~ 1449년) 동안 기독교 공동체는 거의 사라졌다.
1867년 러시아의 우즈베키스탄 점령 이후 기독교가 러시아 정교회의 형태로 다시 보급되었다. 러시아와 유럽에서 넘어온 이주민을 위해 큰 도시에는 정교회 교회가 세워졌다. 현재 우즈베키스탄의 기독교인 대부분은 러시아 정교회를 믿는 러시아계 사람이다.
주로 폴인으로 구성된 로마 가톨릭교회 공동체도 존재한다. 우즈베키스탄 가톨릭교회 또한 로마 가톨릭교회의 일부이다. 프란치스코회나 테레사 수녀회 자선 선교사들 등 다양한 종교 단체들이 우즈베키스탄에 있으며 가난한 사람, 죄수, 아픈 사람을 돌보는 등의 활동을 진행하고 있다.
|   | 우즈베키스탄의 가톨릭 교구 목록 |
| - | ------------------------------- |
| 1 | 타슈켄트 성심 대성당            |
| 2 | 사마르칸트 성 세례자 요한 교회  |
| 3 | 페르가나 성 마리아 교회         |
| 4 | 부하라 성 사도 안드레 교회      |
| 5 | 우르겐치 성모 마리아 교회       |

개신교는 인구 1% 미만이 믿고 있다. 복음주의 루터교회에서는 우즈베키스탄에 교구 7곳을 두고 있으며, 주교는 타슈켄트에 있다.
2015년 진행된 연구에서는 이슬람교 배경이 있는 기독교 신자 중 다수가 복음주의파나 카리스마파로 분류되는 개신교 공동체에 소속되어 있었다.

## 유대교
우즈베키스탄에서 유대인의 최대치는 2007년 기준 5,000명 가량으로, 인구의 0.2%를 차지한다. 우즈베키스탄 지역에는 부하란 유대인 소수만이 남아 있다.

## 바하이 신앙
우즈베키스탄 내 바하이 신앙은 창시자인 바하올라가 살아 있을 때 전파되었다. 1918년 경 타슈켄트에는 바하이 신앙 신자 1900명 가량이 있었다. 소련 시대에는 종교 공동체가 축소되어, 1963년에는 신자가 200명 가량으로 줄었다. 소련 시대에 대해서는 많이 알려지지 않았다. 1980년대 다시 신자가 늘기 시작하였으며, 1991년 소련 신성회가 결성되었으나 소련의 붕괴에 따라 독립하는 국가를 따라 분할되었다. 1994년 우즈베키스탄 신성회가 선출되었다. 2008년에는 소신성회 여덞 곳이 정부에 등록하였다. 최근에는 공동체에 대한 급습이나 추방도 있었다.

## 힌두교
2010년 종교 자료 보관소에 따르면 우즈베키스탄에는 힌두교 신자 734명이 있다. 우즈베키스탄에는 하레 크리슈나 교단 하나가 등록되어 있다.

## 불교
현대 우즈베키스탄에서는 불교 유물이 발굴되고 있으며, 이를 통해 고대에는 불교가 성행했음을 추측할 수 있다. 유물 대다수는 박트리아와 토하리스탄 지역에서 발굴되고 있으며, 이 지역은 우즈베키스탄 동남쪽, 타지키스탄 및 아프가니스탄과 접하는 곳이다.

## 조로아스터교
우즈베키스탄에서 조로아스터교는 현재까지 존재하고 있으며, 약 7천 명 가량의 신자가 있다.

## 무신론
2012년 갤럽 인터내셔널의 세계 종교 및 무신론 조사에 따르면, 응답자의 2% 가량이 무신론자라고 답변하였다.

## 같이 보기
- 우즈베키스탄의 인구